# Marwin Hitz
Marwin Hitz (Sankt Gallen, Suïssa, 18 de setembre de 1987) és un futbolista professional suís que juga com a porter al FC Basel.
Anteriorment havia jugat al Borussia Dortmund de la Bundesliga d'Alemanya.

## Internacional
El 10 de juny de 2015, va fer el seu debut amb la selecció de futbol de Suïssa en una victòria per 3-0 contra Liechtenstein en un amistós disputat al Stockhorn Arena.
El 2016 és convocat per l'Eurocopa de França.

### Participacions en Eurocopes
| Copa          | Seu    | Resultat         |
| ------------- | ------ | ---------------- |
| Eurocopa 2016 | França | Vuitens de final |

## Clubs
| Club                    | País     | Any       |
| ----------------------- | -------- | --------- |
| St. Gallen II           | Suïssa   | 2005-2008 |
| → Yverdon-Sport (cedit) | Suïssa   | 2007      |
| → Winterthur (cedit)    | Suïssa   | 2008      |
| VfL Wolfsburg II        | Alemanya | 2008-2009 |
| VfL Wolfsburg           | Alemanya | 2008-2013 |
| FC Augsburg             | Alemanya | 2013-     |
| FC Augsburg II          | Alemanya | 2014      |

## Palmarès

### Campionats estatals
| Títol              | Club              | País     | Any  |
| ------------------ | ----------------- | -------- | ---- |
| 1. Bundesliga      | VfL Wolfsburg     | Alemanya | 2009 |
| Supercopa alemanya | Borussia Dortmund | Alemanya | 2019 |